# Las manos fuertes
Las manos fuertes (en italiano: Le mani forti) es una película dramática de 1997 escrita y dirigida por Franco Bernini y protagonizada por Francesca Neri, Claudio Amendola y Barbara Cupisti. Compitió en la Semana Internacional de la Crítica en el Festival de Cine de Cannes de 1997 y ganó un premio Grolla d'oro en la categoría de mejor guion.

## Sinopsis
La doctora Martinelli (Francesca Neri) es una joven psicoanalista que, entre los diversos pacientes que sigue, está particularmente impresionada por uno de ellos: Dario Campisi (Claudio Amendola). A través de las historias de este último durante las sesiones de psicoanálisis, surge una verdad escalofriante: Campisi, un hombre de los servicios secretos, es el responsable de la masacre de la Piazza della Loggia en Brescia, en la que fallecieron muchas personas, entre ellas la hermana de la doctora. Las sesiones son solo un medio para que el asesino alcance la catarsis pidiendo ayuda y perdón a la hermana de la víctima.

## Reparto
- Claudio Amendola: Dario Campisi
- Francesca Neri: Claudia
- Enzo De Caro: Giulio
- Toni Bertorelli: Juez Consoli
- Barbara Cupisti: Teresa
- Massimo De Francovich: Profesor Sembriani
- Teresa Saponangelo: Paciente